# John Eric von Hemert
John Eric von Hemert  (Amsterdam, 10 december 1898 - Den Haag, 3 maart 1945) was een Nederlandse verzetsstrijder tijdens de Tweede Wereldoorlog.
Von Hemert was reservekapitein van het Wapen der Artillerie en betrokken bij het verzet in Nederland. Na de oorlog ontving hij voor zijn verzetswerk per Koninklijk Besluit van 14 december 1949 postuum de Bronzen Leeuw en te Amsterdam van de Amerikaanse regering op 7 mei 1953 de Medal of Freedom with Silver Palm.
Hij is omgekomen tijdens het bombardement op het Bezuidenhout.

## Externe bron
- Onderscheidingen.nl
- Biografie
- OGS